# Ixora orohenensis
Ixora orohenensis är en måreväxtart som beskrevs av Jean Nadeaud. Ixora orohenensis ingår i släktet Ixora och familjen måreväxter. Inga underarter finns listade i Catalogue of Life.